# DSB Vedligehold
DSB Vedligehold er et aktieselskab, der er 100 % ejet af DSB SOV (selvstændig offentlig virksomhed). DSB SOV er ejet af den danske stat. DSB Vedligehold har til opgave at vedligeholde DSB's materiel, det vil sige eftersyn, reparere osv. Der er 1.400 medarbejdere i virksomheden, lige fra smede, lærlinge og elektrikere, ingeniører til værkstedschefer, automekanikere, projektledere, elektromekanikere og stationsbetjente.
DSB Vedligehold A/S boede indtil sommeren 2013 på Otto Busses Vej, der ligger på jernbaneterrænet på Vesterbro i København. Derefter samledes hele administrationen i Telegade 2, Høje Taastrup.

## Værksteder – fra øst til vest
- København (flere værksteder)
  - Centralværksteder (EB og dobbeltdækkervogne (litra ABs, B og Bk)
  - Helgoland (IR4 og IC4)
  - Klargøringscenter Kastrup (Talgo-vogne)
  - IC3-klargøringscentret ved Københavns Hovedbanegård (lukker når IC5 kommer)
- Taastrup (S-tog)
- Mogenstrup
  - DSB værksted ved Mogenstrup[1]
- Aarhus (flere værksteder)
  - Centralværksteder Aarhus (IC4, IC3)

## Fremtidige værksteder
- DSB værksted ved Årslev (2027) [2].
- DSB værksted i Vinge (for førerløse S-tog) (2031)[3].